# Benimuslem
Benimuslem è un comune spagnolo di 576 abitanti, situato nella comunità autonoma Valenciana.